# Pteropeltarion
Pteropeltarion is een geslacht van kreeftachtigen uit de klasse van de Malacostraca (hogere kreeftachtigen).

## Soort
- Pteropeltarion novaezelandiae Dell, 1972